# Maritieme bouwkunde
Maritieme bouwkunde omvat het ontwerpen van boten, schepen, boorplatformen en andere maritieme vaartuigen of structuren, alsook oceanografische bouwkunde. Meer specifiek is de maritieme bouwkunde het toepassen van de ingenieurswetenschappen, onder meer de mechanische, elektrische en elektronische bouwkunde en de computerwetenschappen voor de ontwikkeling, het ontwerp, het bedienen en het onderhoud van watervaartuigen, inclusief hun voortstuwing, allerhande systemen aan boord en oceanografische technologie voor onderzoek. Dit omvat, maar is niet gelimiteerd tot, de aandrijving- en voortstuwingsmachines, pijpleidingen en de automatisatie van controlesystemen voor maritieme vaartuigen zoals schepen en onderzeeërs.
Het mechanische aspect van de maritieme bouwkunde heeft vaak betrekking tot de scheepsbouwkunde. De scheepsarchitecten houden zich vooral bezig met het design van een schip en zijn voortstuwing door het water. De maritieme ingenieurs anderzijds focussen zich meer op de machines voor aandrijving en voortstuwing, de mechanische systemen zoals de stuurmachine, materiaal voor het ten anker gaan en de uitrusting voor het manipuleren van lading. Ook de verluchting en verwarming van de accommodatie, het opwekken van elektriciteit en de distributie ervan, interne en externe communicatieapparatuur en andere gerelateerde systemen behoren tot het expertiseveld van de ingenieurs. In sommige gevallen overlappen deze twee domeinen elkaar, zoals in het geval van het ontwerpen van een propeller. Voor de scheepsarchitecten gaat het hier om een hydrodynamische component, terwijl het door de ingenieurs gezien kan worden als een soort pomp die vibraties in de scheepsromp veroorzaakt. Het gaat dus vaak om een gedeelde verantwoordelijkheid tussen architect en ingenieur bij het ontwerpen van een schip.
De maritieme ingenieurs houden zich niet enkel bezig met bewegende vaartuigen. Offshore constructies bestaan vaak uit een onbeweeglijke of drijvende structuur zonder eigen voortstuwingsmiddelen. Denk maar aan olieplatformen of offshore windparken.
Oceanografische bouwkunde heeft betrekking tot de mechanische-, elektrische- en elektronische bouwkunde en de computerwetenschappen die dan gebruikt worden om oceanografisch onderzoek uit te voeren. Deze tak valt ook onder de maritieme bouwkunde, zeker in het Verenigd Koninkrijk waar IMarEST een overkoepelende organisatie voor deze twee is.

## Geschiedenis

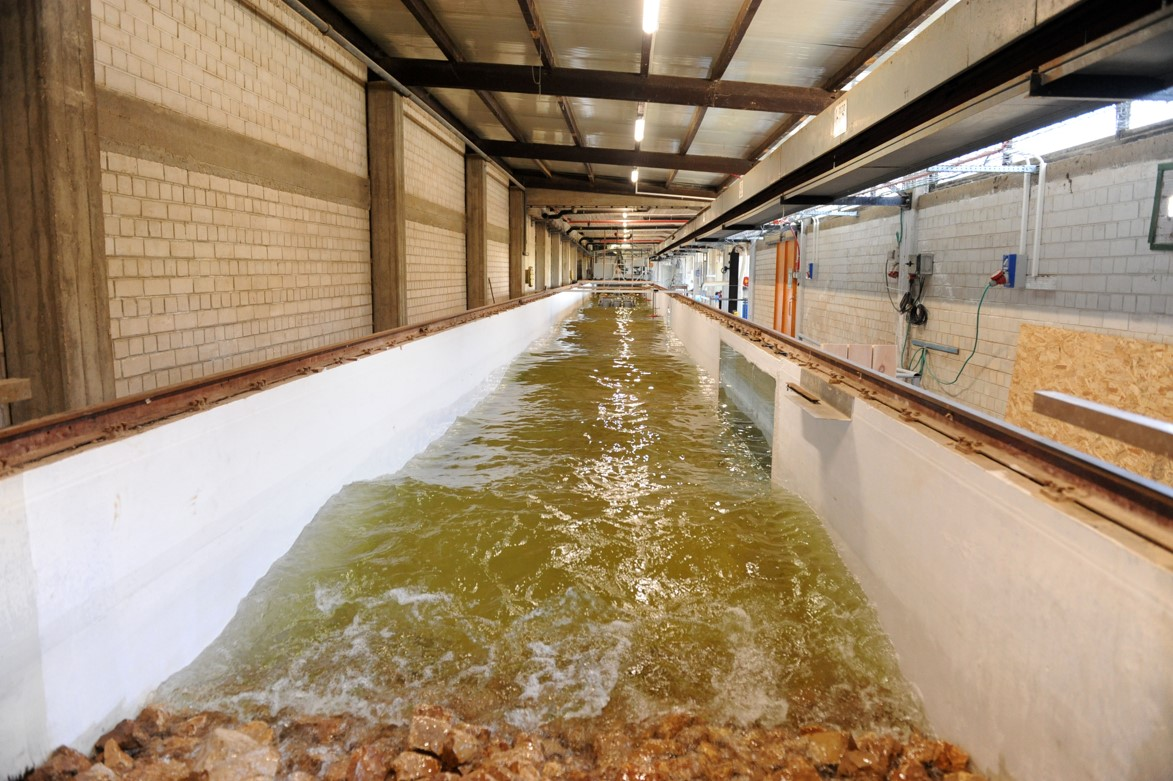
Israeli Wave Flume CAMERI

Archimedes kan gezien worden als de eerste maritieme ingenieur aangezien hij in de Oudheid een aantal systemen heeft bedacht zoals onder andere de schroef van Archimedes. Ook zou hij een schip van 130 meter te water hebben gelaten via een systeem van tandwielen en katrollen. De opwaartse stuwkracht of Archimedeskracht is ongetwijfeld een van zijn belangrijkste werken voor de maritieme wereld geweest.
In 1712 heeft Thomas Newcomen, smid van beroep, een stoommachine gebouwd om water uit mijnschachten te pompen. In 1807 werd voor de eerste keer op een schip de stoommachine gebruikt als propulsiemiddel. Dit was op de “Clermont”, ontworpen door Robert Fulton, om een klein houten schoepenrad rond te doen draaien. Het gebruik van stoommachines op schepen was het begin van de scheepswerktuigkunde als beroep.
Twaalf jaar nadat de Clermont haar eerste reis maakte, werd de “Savannah” het eerste stoomschip ooit om de Atlantische oceaan over te steken, van Amerika naar Europa. Ongeveer 50 jaar later bereikte de stoomboten een piek met het bouwen van de 211 meter lange “Great Eastern” door de bekende Britse ingenieur Isambard Kingdom Brunel. Sinds de jaren 1800 zijn er veel verbeteringen geweest een het design van de motoren, propellers en scheepsrompen. Tot op vandaag omvat de maritieme industrie 90% van de internationale handel.
Scheepswerktuigkundigen doen meer dan enkel scheepsmotoren repareren. Zij kunnen ook verantwoordelijk zijn voor het bouwen en onderhouden van offshore olie- en boorplatformen. De eerste olieplatformen zijn gebouwd door Henry L. Williams in 1896.